# The Essential Shaggy
The Essential Shaggy é uma coletânea musical do cantor jamaicano Shaggy, foi lançada em 14 de dezembro de 2004. Shaggy "emplacou" diversos [Hit single|sucessos]] que estão presentes nesta coletânea, como "Oh Carolina", "Nice and Lonely", "Piece of My Heart", além de "Why You Treat Me So Bad", com participação especial de Grand Puba.

## Faixas
1. "Boombastic" (Sting Remix)
2. "In the Summertime" (feat. Rayvon)
3. "Oh Carolina"
4. "Luv Me, Luv Me" (feat. Janet Jackson)
5. "Nice and Lovely" (edição rádio)
6. "The Train Is Coming" (feat. Grand Puba)
7. "Why You Treat Me So Bad" (feat. Grand Puba)
8. "Big Up" (feat. Rayvon)
9. "Piece of My Heart" (versão álbum)
10. "Sexy Body Girls"
11. "Something Different" (edição rádio)
12. "That Girl" (feat. Maxi Priest)
13. "Get Up Stand Up"
14. "Boombastic" (versão álbum)